# توم غيلبرت (لاعب هوكي الجليد)
توم غيلبرت (بالإنجليزية: Tom Gilbert)‏ هو لاعب هوكي الجليد أمريكي، ولد في 10 يناير 1983 في بلومنغتون في الولايات المتحدة.

## وصلات خارجية
- توم غيلبرت على موقع دوري الهوكي الوطني (الإنجليزية)
- توم غيلبرت على موقع قاعة مشاهير الهوكي (لاعب أن.إتش.أل) (الإنجليزية)
- توم غيلبرت على موقع EliteProspects.com (الإنجليزية)
- توم غيلبرت على موقع Eurohockey.com (الإنجليزية)
- توم غيلبرت على موقع HockeyDB.com (الإنجليزية)
- توم غيلبرت على موقع Hockey-Reference.com (الإنجليزية)